# 圣马丁代尚 (芒什省)
圣马丹德尚（法語：Saint-Martin-des-Champs，法語發音：[sɛ̃ maʁtɛ̃ de ʃɑ̃] ⓘ）是法国芒什省的一个旧市镇，属于阿夫朗什区。2019年1月1日，圣马丹德尚并入市镇阿夫朗什。

## 地理
圣马丹德尚（48°40'10"N, 1°19'52"W）面积6.49 平方千米，位于法国诺曼底大区芒什省，该省份为法国西北部沿海省份，西、北、东北三面环大西洋，东起顺时针与卡爾瓦多斯省、奧恩省、马耶讷省和伊勒-维莱讷省接壤。
与圣马丹德尚接壤的市镇（或旧市镇、城区）包括：圣瑟尼耶-苏萨夫朗什、阿夫朗什、圣卢、圣康坦叙勒奥姆、勒瓦勒圣佩尔。
圣马丹德尚的时区为UTC+01:00、UTC+02:00（夏令时）。

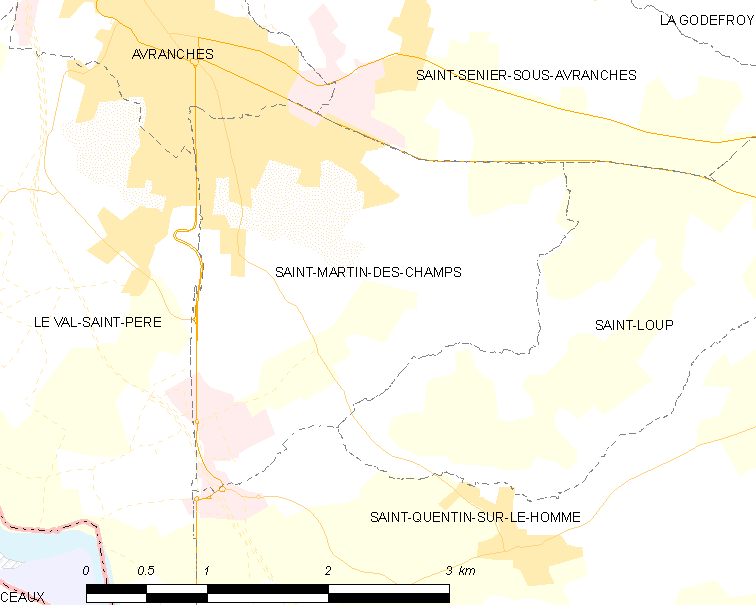
圣马丹德尚的OSM定位图

## 行政
圣马丹德尚的邮政编码为50300，INSEE市镇编码为50516。

## 政治
圣马丹德尚所属的省级选区为伊西尼-勒比阿县。

## 人口

1962-2008年间圣马丹德尚人口变化图示

圣马丹德尚于2018年1月1日时的人口数量为2362人。